# Vincenzo Ansidei
Vincenzo Ansidei di Montemarte (* 22. April 1862 in Perugia; † 30. April 1940 ebenda) war ein italienischer Bibliothekar und Lokalhistoriker.

## Leben
Conte (Graf) Vincenzo Ansidei di Montemarte stammte aus einer Peruginer Adelsfamilie. Er studierte Jura an der Universität Perugia und am Istituto di scienze sociali in Florenz. 1887 wurde er Vizebibliothekar der Biblioteca comunale von Perugia, der Biblioteca Augusta, unter Alessandro Bellucci. Von 1891 bis zu seinem Ruhestand 1922 war er als dessen Nachfolger Direktor der Bibliothek. Ebenso war er für das Stadtarchiv zuständig. 1894 war er einer der Mitbegründer der Deputazione (ursprünglich Società) di storia patria per l’Umbria, die er von 1915 bis 1920 leitete. Er publizierte zur Geschichte von Perugia und Umbrien.